# Alte Dorfmühle
Die Alte Dorfmühle ist eine denkmalgeschützte Wassermühle in Darmstadt-Eberstadt in Hessen, deren Geschichte auf das 16. Jahrhundert zurückgeht.

## Geschichte und Beschreibung
Die Alte Dorfmühle wurde im Jahre 1565 von Philipp von Renzdorf erbaut. Die Getreidemühle an der Modau war die dem alten Dorfkern nächstgelegene Mühle in Eberstadt. Von der alten Mühlenanlage sind noch erhalten ein nicht unterkellerter Mühlentrakt sowie ein längs des Mühlgrabens liegendes zweigeschossiges Gebäude, das ursprünglich wohl mit einem Wohntrakt und Gewölbekeller versehen war. Das oberschlächtige Mühlrad existiert heute nicht mehr.

## Denkmalschutz
Heute dient die Mühlenanlage ausschließlich Wohnzwecken. Aus architektonischen, industriegeschichtlichen und stadtgeschichtlichen Gründen ist das Bauwerk ein Kulturdenkmal.